# Pteredoa usebia
Pteredoa usebia är en fjärilsart som beskrevs av Swinhoe 1903. Pteredoa usebia ingår i släktet Pteredoa och familjen tofsspinnare. Inga underarter finns listade.